# Зоран Јеремић
Зоран Јеремић  (Ужице, 2. јул 1965) српски је књижевник и новинар. Аутор је више збирки песама, књига интервјуа и књижевних критика. Био је уредник и новинар у више листова и часописа где објављује фељтоне, интервјуе, књижевну критику, колумне.

## Биографија
Зоран Јеремић живи и ради у Ужицу, где се родио и школовао. Био је главни и одговорни уредник недељника Вести и Ужичка недеља. За допринос развијању културних делатности у Србији награђен је "Златном значком". Заступљен у више песничких антологија (Антологија српске поезије Озарења, Парнас, Ваљево, 2005; Антологија новије српске поезије, Београд, 2005). Приредио је (са Мајом Рогач) двоброј часописа Градац о Светиславу Басари. Члан је Независног удружења новинара Србије. Објављивао поезију, књижевну и позоришну критику у Књижевној речи, Књижевним новинама, Лудусу, часописима за књижевност и уметност – Повеља, Арт032, Мостови, Међај..., дневницима Политика и Данас. 
Један од оснивача (са Срђаном Петровићем и Владимиром Герзићем) првог послератног филмског часописа у Ужицу „11.59 ВИДЕО“. 
Професионалну новинарску каријеру започео на радију (Радио 31) на позив Рада Јовановића. Уређивао емисије о књижевности, рокенролу, џезу и филму. Члан редакције „Ужичке недеље“ од првог броја, где уређује културну рубрику и пише књижевне критике. Аутор је бројних интервјуа са личностима из области књижевности, филма, позоришта, сликарства, социологије културе, музике, политике и тзв. друштвеног живота Србије и Ужица. Од 1997. године ради у „Вестима“. Уређивао билтен Југословенског позоришног фестивала и билтен Ужичког центра за људска права.
Један од оснивача ужичке уметничке групе „Вирус арт“. Дугогодишњи члан жирија за доделу награде „Меша Селимовић“.

### Збирке песама
- Степениште (1995)
- Зимско светло (2002)
- Школа ћутања (2015)[1]

### Књиге разговора
- Ветар речи.
- Писац с крајоликом[1]

### Биографије
Живот и три драме (биографска књига о Стиву Тешичу, америчком сценаристи, драмском писцу и романсијеру српског порекла).